# Awaria (film)
Awaria − polski krótkometrażowy film animowany dla dzieci z roku 1975 w reżyserii Krzysztofa Kiwerskiego, także z jego scenografią, scenariuszem i animacją.

## Opis fabuły
Akcja filmu toczy się na planecie zamieszkanej przez mrówko-ludziki. Spada na nią popsuta pompa. Mieszkańcy przerabiają ją na groźną machinę. Na ratunek spieszą kosmonauci.

## Nagrody dla K. Kiwerskiego
- 1976 − „Złota Pieczęć Triestu” na MFF Fantastyczno-Naukowych w Trieście
- 1977 − „Złote Koziołki” na FF dla Dzieci w Poznaniu
- 1977 − Nagroda im. Zenona Wasilewskiego za najlepszy film animowany dla dzieci